# しょうけら

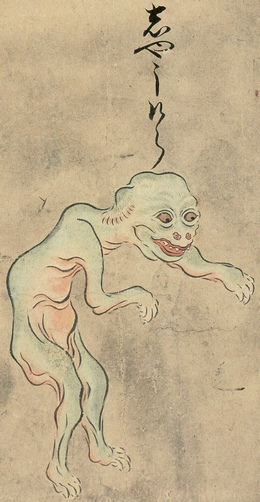
佐脇嵩之『百怪図巻』より「しやうけら 」（しょうけら）

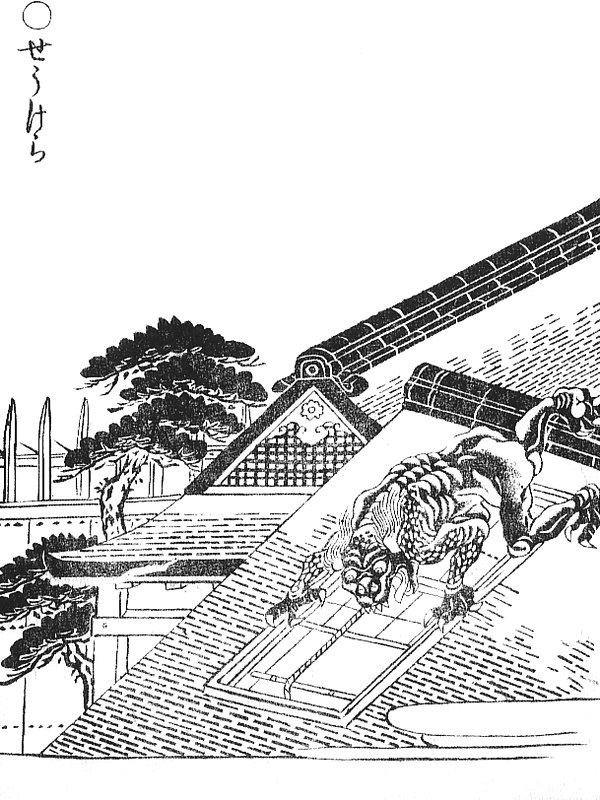
鳥山石燕『画図百鬼夜行』より「しょうけら」

しょうけらとは、江戸時代の『百怪図巻』『画図百鬼夜行』などの妖怪絵巻・妖怪画集にある日本の妖怪。歴史的仮名づかいでの表記には「しゃうけら」「せうけら」などとも書かれる他、歌川芳員の「百種怪談妖物双六」では「笑輾」と表記され、典拠は不明だが「精螻蛄」とも表記される。

## 概要
『百怪図巻』『画図百鬼夜行』ともに絵のみで解説文がないため、どのような妖怪かは推測の域を出ないが、民間信仰においては、庚申待の行事に「しょうけら」の名がある。庚申待とは、人間の体内に三尸という虫がおり、庚申の夜に天へ昇って天帝にその人の罪を報告し、天帝はそれによりその人の命を奪うとされていることから、庚申の夜は三尸を体外に出さないよう眠らずに過ごす行事である。この行事の日に早く寝た者は害をこうむるといい、この害を避けるために「しょうけらはわたとてまたか我宿へねぬぞたかぞねたかぞねぬば」と呪文を唱えると良いと伝えられているため、しょうけらとは庚申待において人間に害をもたらす妖怪と見られている。
また、元禄年間の書籍『庚申伝』では、「ショウキラハ虫ノコト也、一説三尸ノコトト云」とあるため、しょうけらは三尸のことを指しているとの解釈もあり、三尸を擬人化した姿とも、三尸の中でも獣の姿をした「中尸」をモデルにして描いたなどともいわれる。
鳥山石燕は『画図百鬼夜行』で、家屋の屋根の天窓（明り取り窓）から中の様子をうかがっているしょうけらを描いている。昭和・平成以降の妖怪関連の文献では、これは庚申待の日に人間たちが規則を守っているかどうかを監視しているとの解釈もあり、規則を破る人間に対しては、しょうけらが3本指の鋭い爪で罰を与えるものとされている。